# هربرت روبنسون
هربرت روبنسون (بالإنجليزية: Herbert C. Robinson)‏ (و. 1874 – 1929 م) هو عالم حيواني، وعالم طيور، وعالم طبيعة، من المملكة المتحدة، ولد في ليفربول، توفي في أكسفورد، عن عمر يناهز 55 عاماً.